# San Guo
San Guo (三國T, 三国S, SānguóP) è una serie televisiva cinese basata sugli eventi del periodo storico dei Tre Regni. La trama prende spunto da alcune grandi opere, principalmente il grande classico di Chen Shou, Cronache dei Tre Regni, e l'altrettanto noto romanzo storico di Luo Guanzhong Il romanzo dei tre regni. Diretta da Gao Xixi, la serie ha sfruttato un budget di oltre 180 milioni di yuan (30 milioni di dollari) ed è stata trasmessa in Cina per la prima volta nel maggio del 2010. Ha riscosso un notevole successo sia a livello nazionale che internazionale ed è stata trasmessa, oltre che in Cina, in Hong Kong, Malesia e Corea del Sud.

## Trama
Le trama (in parte storica, in parte leggendaria e mitologica) ruota intorno alle vicende dei signori feudali e dei loro servitori, impegnati da un lato a sostenere la dinastia Han, regnante ma ormai in declino, e dall'altro a prenderne il posto. La storia segue un'intricata rete di personaggi, ma la linea principale della serie ripercorre le mosse dei tre blocchi di potere sorti dalle ceneri della dinastia Han, che formeranno in seguito i tre stati di Cao Wei, Shu Han e di Wu.
La guerra civile dei Turbanti gialli viene annientata, e nell'anno 189 il tirannico Dong Zhou prende il controllo dell'impero, manipolando l'imperatore bambino fino a portare la corte all'esasperazione. Nel frattempo, i guerrieri Liu Bei, Zhang Fei e Guan Yu si uniscono in fratellanza, giurando di dedicare le loro vite a sconfiggere i malvagi e mantenere la pace. A corte intanto, il funzionario Yuan Shao complotta per assassinare l'usurpatore con l'aiuto di Cao Cao, ma questi viene scoperto e inseguito dal figliastro di Dong Zhou, il guerriero più potente dei regni: Lu Bu. Il magistro Cheng Cong cattura Cao Cao, ma invece che riscuotere la taglia sulla sua testa, decide di aiutarlo nel suo intento: radunare i nobili in tutti i regni per combattere l'usurpatore. Prima che ciò possa accadere però, durante la loro fuga Cheng Cong è testimone di cosa Cao Cao è disposto a compiere pur di raggiungere i suoi obiettivi, e così lo abbandona e si dà alla macchia. Mesi dopo, Cao Cao si riunisce alla sua famiglia, e con l'aiuto del padre Cao Song e il fratello Cao Ren riescono a radunare una piccola armata e a convincere il generale Yuan Shao e suo cugino Yuan-Shu a riunire i 18 nobili del regno e a ribellarsi contro l'usurpatore Dong Zhou. Lu Bu, intanto, si innamora della figlia del funzionario Yuan Shao: Diaochan. Il padre della fanciulla, conoscendo l'indole perversa dell'usurpatore, decide di fargliela conoscere così che Lu Bu reagisca. Il nobile Liu bei e i suoi due fratelli d'armi Zhang Fei e Guan Yu si uniscono ai 18 nobili rivelando che Liu Bei è di sangue reale, ma si rendono conto ben presto che l'alleanza è fragile e il suo leader debole. Zun Lian giunge dal sud per allearsi ai 18, e a questo punto l'usurpatore sposta la corte intera in un'altra città, più facile da difendere. Nella fuga però, il sigillo imperiale viene perduto e poi ritrovato da Zun Lian e i figli Sun Ce e il giovane Sun Quan. Liu Bei e i suoi fratelli abbandonano l'esercito nonostante abbiano combattuto valorosamente, e Cao Cao fa lo stesso quando Yuan Shao e Yuan-Shu non vengono in suo aiuto nel momento del bisogno. Saputo del ritrovamento del sigillo imperiale, col quale Zun Lian può proclamarsi imperatore, Yuan Shao e Yuan-Shu chiedono a uno dei 18, il vecchio Liu Biao, di assassinare Zun Lian e prendergli il sigillo. I figli di Zun Lian riescono a fuggire col sigillo e a tornare nel sud. La ribellione dei 18 sembra avere fine ma a corte, nel frattempo, il piano di Yuan Shao ha buon fine; la figlia Diaochan viene presa come concubina dall'usurpatore e così, approfittando della sua rabbia, Yuan Shao riesce a convincere Lu Bu, con l'aiuto di Cheng Cong, ad assassinare il suo patrigno e a salvare la fanciulla ed il regno. La vittoria ha vita breve, ed infatti i fratelli di Dong Zhou assaltano la città per vendicarlo, e nello scontro Yuan Shao perde la vita e Lu Bu è costretto a fuggire con Diaochan e Cheng Cong.
Anni dopo, Zhao Yun si unisce a Liu bei ed i suoi fratelli. I fratelli del defunto usurpatore non riescono a condividere il potere e nel 192 si uccidono a vicenda scatenando il caos nella capitale, dalla quale l'imperatore fugge per poi essere messo in salvo da Cao Cao. Il padre di Cao Cao viene assassinato da un ex turbante giallo, e questo viene usato come scusa da Cao Cao per invadere il regno di Xou, governato dal vecchio Tao Quian. Riconoscendo l'ingiustizia e i piani disonesti di Cao Cao, Liu Bei e i suoi uomini proteggono il regno dichiarando guerra a Cao Cao, che intanto viene nominato primo ministro dall'imperatore bambino. Su letto di morte, Tao Quian dona il suo regno a Liu Bei che viene raggiunto da Lu Bu, Cheng cong e Diachan per allearsi. Cao Cao riesce a convincere Lu Bu a rubare il regno di Xou a Liu Bei, col benestare dell'imperatore, ma Liu Bei non cerca vendetta e così i due nemici di Cao Cao non si combattono come avrebbe voluto. Non avendo più motivi per far guerra, Cao Cao ordina a Lu Bu e Liu Bei di far guerra a Yuan-shu, che nel frattempo ha usato Sun Ce come suo alleato per conquistare i regni del sud. Cao Cao costringe Liu Bei ad unirsi a lui contro il nemico dell'imperatore, che nel frattempo viene abbandonato da Sun Ce e le sue armate, in cambio del SIGILLO IMPERIALE. Una volta libero dalla presa di Yuan-Shu, Sun Ce torna a sud con l'amico Zhou-Yu e i suoi uomini fidati. Yuan-Shu viene sconfitto, e Cao Cao riesce ad ottenere il sigillo imperiale e a sconfiggere Lu Bu, per poi uccidere Cheng Cong. Diaochan si toglie la vita poco dopo, e alla fine del conflitto, l'imperatore riconosce Liu Bei come suo zio, dopo aver consultato gli alberi genealogici.
Nel 198 Liu Bei ed i suoi uomini scoprono come Cao Cao abbia ottenuto il potere a corte, e su richiesta dell'imperatore stesso, lascia la capitale per unire i nobili di tutti i regni contro il primo ministro Cao Cao. Sun Ce e l'amico Zhou-Yu, nel frattempo, trovano moglie. Insieme i due riescono a unire i popoli del sud sconfiggendo banditi e i pirati, e facendo prosperare le loro terre. Liu Bei si unisce di nuovo a Yuan Shao, ma questi si dimostra un'altra volta un leader debole e non riesce a sconfiggere Cao Cao. I tre fratelli vengono divisi in battaglia; Liu Bei torna da Yuan Shao, Zhang Fei conquista un avamposto di Cao Cao e vi si stabilisce, stessa cosa fa Zhao Yun, mentre Guan Yu viene preso prigioniero da Cao Cao che, riconoscendone il valore, lo costringe a battersi per lui e tenta in tutti i modi di convincerlo ad unirsi al suo esercito. Guan Yu accetta solo per salvare le due mogli del suo sovrano, ma appena viene a sapere che questi è vivo lascia Cao Cao con le due donne. Una volta riunite le forze, Liu Bei decide di abbandonare Yuan Shao per unirsi al vecchio Liu Biao. Yuan Shao infatti viene sconfitto in battaglia ripetutamente. 
Nel 202 Liu Bei riesce ad allearsi col vecchio Liu Biao, per scoprire che sua moglie complotta ai danni del primogenito di suo marito Liu Qi per cedere il regno al loro figlio appena nato. Riconoscendo in Liu Bei una minaccia, la donna tenta di farlo assassinare, ma Liu Qi riesce a farlo mettere in salvo lontano dalla città. Nel frattempo, Liu Biao muore di vecchiaia e nomina Liu Bei suo successore, facendo sì che sua moglie tenti nuovamente di ucciderlo. Liu Bei trova, durante la fuga, un abile stratega che lo aiuta nella situazione, ma il primo ministro Cao Cao rapisce sua madre e lo costringe ad abbandonare Liu Bei. Cao Cao dichiara guerra al regno del defunto Liu Biao, e nel frattempo Liu Bei riesce a trovare il maestro del suo ex stratega, un genio militare di nome Kong Ming. Col suo aiuto, le forze di Cao Ren vengono annientate fino a costringerlo a ritirarsi dal fratello nella capitale, che intanto ha iniziato a soffrire di violenti mal di testa. Il figlio, Cao Qi tenta di assisterlo in questi momenti. Sun Ce viene assassinato dai banditi, ma anziché mettere il figlio al comando dei regni del sud, mette il suo giovane fratello Sun Quan, consigliato e affiancato dall'amico Zhou-Yu. Mentre Liu Qi e Liu Bei rinforzano la loro posizione, Cao Cao capisce che può unire tutte le sue forze in un unico immenso esercito e dichiarare guerra agli altri regni, così facendo riuscirebbe ad ottenere l'egemonia su tutta la Cina, in un unico conflitto finale.
Nel 208, Liu Bei e i suoi sono costretti a ritirarsi di fronte all'immensa armata di Cao Cao, mettendo in salvo il loro popolo. Capendo di non potercela mai fare da soli, Kong Ming suggerisce un'alleanza coi regni del sud governati dal giovane Sun Quan. Kong Ming riesce dapprima a convincere il vice re Zhou-Yu, e poi anche il sovrano ad unirsi a Liu Bei contro il primo ministro, che nel frattempo ha radunato una flotta e si sta avvicinando lungo il Fiume Giallo. Cao Cao punta anche a prendere la moglie del vice re, Xiao Qiao, essendo stata il suo primo amore. Cao Cao viene respinto prima del suo arrivo grazie all'unione delle strategie di Kong Ming e il vice re Zhou-Yu, e costretto ad accamparsi di fronte alle due piccole armate, alle scogliere rosse. Il clima del sud, non favorevole agli uomini del nord, fa scoppiare un'epidemia nel campo di Cao Cao, che però manda i cadaveri oltre il fiume per diffondere il tifo tra le file dei due avversari. Liu Bei si ritira strategicamente, su consiglio di Kong Ming e Zhou-Yu, per convincere Cao Cao ad attaccare. Nel frattempo Kong Ming riesce a rubare munizioni al nemico, e Zhou-Yu a convincere Cao Cao che dei suoi generali lo tradivano. In questo modo, il morale nemico è basso e chi può governare la flotta è stato giustiziato. Xiao Qiao, convinta di poter mandar via il primo ministro se si unisce a lui, tenta di convincerlo, ma viene fatta prigioniera. La donna riesce a peggiorare i mal di testa di Cao Cao preparandogli del tè in modo errato. Il momento è propizio, e Zhou-Yu incendia la flotta nemica uccidendo centinaia di migliaia di soldati del nord. Liu Bei e i suoi uomini infine attaccano il campo nemico riducendolo in rovina ed annientando completamente l'esercito. Cao Cao, confuso e frastornato dai mal di testa, si ritira lasciando che il fratello Cao Ren gli copra la fuga. In seguito, Zhou-Yu sconfigge nuovamente Cao Ren costringendo anch'egli alla fuga. Il nord è sconfitto, il primo ministro ha perso tutto e i regni del sud sono in pace.

## Colonne sonore
La composizione è affidata a Zhao Jiping. La sigla d'apertura è Huanwo Yige Taiping Tianxia (还我一个太平天下) cantata da Liao Changyong, mentre quelle finali, Tiandi Mang Cangcang (天地莽苍苍) e Yingxiong Laiwang Tiandijian (英雄往来天地间) sono eseguite rispettivamente da Tang Can e da Tan Jing.

## Produzione
Le riprese di San Guo sono iniziate nel giugno del 2009 e terminate nel marzo 2010, con un budget di oltre 180 milioni di yuan.